# Экстремальные гонки (фильм)
«Экстремальные гонки» (иер. 頭文字D, англ. Initial D, кант. Тау ман чи D?) — фильм режиссёров Алана Сиуфая Мака и Эндрю Вэйгоэна Лау, снятый в Гонконге в 2005 году по мотивам серии японских комиксов и мультсериалов Initial D.

## Сюжет
Повествование начинается в Японии в префектуре Гумма, показывая тяжёлую жизнь молодого развозчика Такуми Фудзивары. Он с малых лет водит автомобиль, доставляя тофу на гору Акина.
Такуми водит машину своего отца, Бунты Фудзивары, Toyota Sprinter Trueno GT-APEX (AE86), которая выглядит как вполне стандартная дорожная машина, на самом деле являясь болидом, подготовленным для «дрифта». Не зная этого, Такуми каждую ночь доставлял тофу в ресторан на вершине. Так как ему нужно было ещё и выспаться, сделать это он старался как можно быстрее. В результате он так наловчился проходить горные повороты в заносе, что сократил изначальное время поездки с 90 минут до 30. Однажды, возвращаясь домой, он обогнал лидера «NightKids» — водителя Nissan Skyline GT-R (R32). Лидер «RedSuns» Рёсукэ Такахаси, водитель Mazda RX-7 (FC), пытается наладить дружеские отношения с Такуми, помогая ему советами.
На пути становления гонщиком, Такуми должен уживаться с отцом-алкоголиком. Он пытается наладить отношения с Нацуки Моги, которая встречается с мужчиной средних лет за деньги.
Во время поездки с Ицуки на AE86 Такуми пересекается с гонщиками команды Emperor. Попросив у Ицуки руль, Такуми обгоняет противника на стоковой машине, при этом поцарапав ее. После чего ему бросает вызов другой гонщик команды Emperor, ездящий на Mitsubishi Lancer Evolution III . Во время этой гонки у Такуми ломается двигатель.
Бунта покупает новый двигатель и учит Такуми управляться с модифицированной AE86. В это время Ицуки замечает Нацуки Моги с мужчиной около отеля любви. Он сообщает об этом Такуми. Рёсукэ и Такеси вызывают Такуми на дуэль. По пути туда Такуми замечает Моги в автомобиле с мужчиной.
Последняя гонка проходит между Рёсукэ, Такуми и гонщиком команды Emperor Кёити. Кёити не может выйти в лидеры, начинает злиться и обрывает связь в довольно опасном месте трассы. Когда на дороге он пересекается со встречной машиной, он теряет управление и выбывает из гонки. Рёсукэ большую часть гонки едет за Такуми, но в конце выходит в лидеры. Однако на последних шпильках его подводят шины, и Такуми вырывается вперёд.
После гонки Такуми получает предложение вступить в гоночную команду. Он встречает Нацуки, выходящей из машины мужчины, с которым она встречалась за деньги, и убегает. Позже приходит домой и просит по телефону прощения у Ицуки,  затем звонит Рёсукэ и соглашается вступить в команду.

## В ролях

### Основные роли
| Актёр                  | Роль             |
| ---------------------- | ---------------- |
| Джей Чоу               | Такуми Фудзивара |
| Энтони Вонг            | Бунта Фудзивара  |
| Эдисон Чэн             | Рёсукэ Такахаси  |
| Ан Судзуки             | Нацуки Моги      |
| Шон Маньлок Чю         | Такэси Накадзато |
| Чепмэн Маньчак Доу     | Ицуки Такэути    |
| Кенни Би               | Юити Татибана    |
| Джордан Сиучхёнь Чхань | Кёити Судо       |
| Уилл Канван Лау        | Сэйдзи Иваки     |

### Второстепенные роли
| Актёр           | Роль             |
| --------------- | ---------------- |
| Тиэ Танака      | Мия              |
| Цуёси Абэ       | Кэндзи           |
| Киёхико Уэки    | Коитиро Икэтани  |
| Кадзуюки Цумура | «Папочка» Нацуки |

## Релиз
23 июня 2005 фильм появился на нескольких рынках Азии, включая гонконгский, японский, таиландский, сингапурский, южнокорейский, тайваньский и рынок континентального Китая, и попал в лидеры по кассовым сборам за первую неделю. Дебют фильма в Северной Америке состоялся в кинотеатре Imaginasian в Нью-Йорке, и вскоре вышел на DVD.
Без показа в кинотеатрах, сразу на DVD фильм вышел в Австралии 21 октября 2005, в Великобритании 28 апреля 2006, в Филиппинах 12 июля 2006. Tai Seng Entertainment, дистрибьютор фильма в США, выпустил Blu-ray 22 января 2008.
Гонконгская, японская и американская версия фильма имеют свой собственный саундтрек. Американская версия распространялась во всех англоязычных странах.

## Продолжение
29 октября 2010 появилось сообщение о том, что Джей Чоу выступит режиссёром фильма Initial D 2, который выйдет в 2012 году. Эндрю Вэйгоэн Лау, который был режиссёром первого фильма, теперь будет продюсером. Эдисон Чэн по-прежнему будет играть роль Рёсукэ Такахаси.

## Награды
В 2005 году на 42-м кинофестивале «Золотая лошадь» фильм номинировался на 6 наград из 15 возможных и победил в двух номинациях — «Лучший актёр второго плана» и «Новый исполнитель». В 2006 году на 25-й церемонии вручения Гонконгской кинопремии фильм выступал в 9 из 19 номинаций и удостоился четырёх наград.

### 42-й Golden Horse Awards
| Категория                      | Номинация                                                              | Результат | Источник |
| ------------------------------ | ---------------------------------------------------------------------- | --------- | -------- |
| Лучший актёр второго плана     | Энтони Вонг                                                            | Победа    | [ 3 ]    |
| Лучший актёрский дебют         | Джей Чоу                                                               | Победа    | [ 3 ]    |
| Лучший адаптированный сценарий | Феликс Мэнгоэн Чон                                                     | Номинация | [ 3 ]    |
| Лучшая оригинальная песня      | «飄移» (дрифт) Джея Чоу от November's Chopin (англ. November's Chopin) | Номинация | [ 3 ]    |
| Лучшие визуальные спецэффекты  | Виктор Вонг, Эдди Вонг, Брайан Чеунг                                   | Номинация | [ 3 ]    |
| Лучшие звуковые спецэффекты    | Кинсон Тсанг Кинг-Чеунг                                                | Номинация | [ 3 ]    |

### 25-й Hong Kong Film Awards
| Категория                     | Номинация                                                              | Результат | Источник |
| ----------------------------- | ---------------------------------------------------------------------- | --------- | -------- |
| Лучший актёр второго плана    | Энтони Вонг                                                            | Победа    | [ 4 ]    |
| Лучший актёрский дебют        | Джей Чоу                                                               | Победа    | [ 4 ]    |
| Лучшие звуковые спецэффекты   | Кинсон Тсанг Кинг-Чеунг                                                | Победа    | [ 4 ]    |
| Лучшие визуальные спецэффекты | Виктор Вонг, Эдди Вонг, Брайан Чеунг                                   | Победа    | [ 4 ]    |
| Лучший фильм                  | Initial D                                                              | Номинация | [ 4 ]    |
| Лучший режиссёр               | Эндрю Вэйгоэн Лау, Алан Сиуфай Мак                                     | Номинация | [ 4 ]    |
| Лучший монтаж                 | Вонг Хой                                                               | Номинация | [ 4 ]    |
| Лучшая музыка к фильму        | Кхуонкуин Чхань                                                        | Номинация | [ 4 ]    |
| Лучшая оригинальная песня     | «飄移» (дрифт) Джея Чоу от November's Chopin (англ. November's Chopin) | Номинация | [ 4 ]    |

### Asia-Pacific Film Festival 2005
| Категория                  | Номинация   | Результат | Источник |
| -------------------------- | ----------- | --------- | -------- |
| Лучший актёр второго плана | Энтони Вонг | Победа    | [ 5 ]    |

### 12-й Hong Kong Film Critics Society Awards
| Категория                 | Номинация | Результат | Источник |
| ------------------------- | --------- | --------- | -------- |
| Достойный просмотра фильм | Initial D | Победа    | [ 6 ]    |

### Shanghai Film Critics Awards 2006
| Категория                 | Номинация | Результат | Источник |
| ------------------------- | --------- | --------- | -------- |
| Достойный просмотра фильм | Initial D | Победа    | [ 5 ]    |